# Indoniscus deharvengi
Indoniscus deharvengi is een pissebed uit de familie Styloniscidae. De wetenschappelijke naam van de soort is voor het eerst geldig gepubliceerd in 1987 door Dalens.